# Simon Dumont
Simon Dumont (ur. 9 lipca 1986 w Bethel) – amerykański freeskier, specjalista głównie w half-pipie, jednak w mniejszym stopniu uprawial także big air. Jego największym sukcesem jest brązowy medal w halfpipie wywalczony podczas mistrzostw świata w Deer Valley. Najlepsze wyniki w Pucharze Świata osiągnął w sezonie 2013/2014, kiedy to zajął 63. miejsce w klasyfikacji generalnej, a w klasyfikacji halfpipe’u był jedenasty. Poza tym jest multimedalistą Winter X-Games. Nigdy nie startował na igrzyskach olimpijskich.

## Osiągnięcia

### Mistrzostwa świata
| Miejsce | Dzień    | Rok  | Miejscowość | Konkurencja | Zwycięzca      |
| ------- | -------- | ---- | ----------- | ----------- | -------------- |
| 3.      | 5 lutego | 2011 | Deer Valley | Halfpipe    | Micheal Riddle |
| 8.      | 5 marca  | 2013 | Voss        | Halfpipe    | David Wise     |

### Puchar Świata

#### Miejsca w klasyfikacji generalnej
- sezon 2011/2012: 124.
- sezon 2012/2013: 89.
- sezon 2013/2014: 63.

#### Miejsca na podium w zawodach
Dumont nigdy nie stanął na podium zawodów PŚ.